# František Kavka
František Kavka (21. listopadu 1920 Praha – 20. října 2005 Praha) byl český historik. Zabýval se staršími českými dějinami, především epochou vlády Lucemburků.

## Život
Studoval dějepis a latinu (s nucenou přestávkou za války) a již ve své disertaci se zaměřil na lucemburské období v českých zemích. Od roku 1953 působil na Filozofické fakultě Univerzity Karlovy a v letech 1958–1959 zde zastával post děkana. Pro výuku dějin sepsal několikadílná skripta a zároveň se věnoval přípravě monografií o husitství, Rožmbercích či pražské univerzitě. Později se zaměřil na osobnost Karla IV., jemuž věnoval několik žánrově rozličných prací. Nejvýznamnější z nich je dvousvazkové dílo Vláda Karla IV. za jeho císařství (1355–1378).
V roce 1958 se stal Kavka prvním ředitelem nově zřízeného Ústavu pro dějiny Univerzity Karlovy, jenž si vydobyl pověst renomovaného pracoviště. S nastupující normalizací byl však ústav zrušen a Kavka musel univerzitu opustit. Pracoval v Židovském muzeu, uchýlil se k soukromému bádání a jeho knihy dvacet let nevycházely. Po sametové revoluci se vrátil na filozofickou fakultu jako profesor starších dějin. Spolu s Josefem Petráněm se coby hlavní redaktor podílel na čtyřsvazkovém opusu o dějinách Univerzity Karlovy.

## Výběr z díla
- Husitská revoluční tradice. Praha : SPNL, 1953.
- Přehled československých dějin do předhusitské doby. Praha : Rudé právo, 1955.
- Bílá Hora a české dějiny. Praha : SNPL, 1962.
- Příručka k dějinám Československa do roku 1648. Praha : SPN, 1963.
- Die Tschechoslowakei. Abriss ihrer Geschichte. Praha : Orbis, 1963.
- Stručné dějiny University Karlovy. Praha : SPN, 1964. (s kolektivem)
- Zlatý věk Růží. Kus české historie 16. století. České Budějovice : Nakladatelství České Budějovice, 1966.
- Husitský epilog na koncilu tridentském a původní koncepce habsburské rekatolizace Čech. Počátky obnoveného pražského arcibiskupství 1561–1580. Praha : Universita Karlova, 1969. (s A. Skýbovou)
- České umění gotické. 1357–1420. Praha : Academia 1970. (s kolektivem)
- Vláda Karla IV. za jeho císařství (1355–1378). Země České koruny, rodová, říšská a evropská politika. (dva svazky) Praha : Karolinum, 1993.
- Život na dvoře Karla IV. Praha : Apeiron, 1993.
- Karel IV. Historie života velkého vladaře. Praha : Mladá fronta, 1998.
- Poslední Lucemburk na českém trůně. Králem uprostřed revoluce. Praha : Mladá fronta, 1998.
- Ohlédnutí za padesáti lety ve službě českému dějepisectví. Praha : Karolinum, 2002.
- 5.4.1355 – korunovace Karla IV. císařem Svaté říše římské. Praha : Havran, 2002.
- Čtyři ženy Karla IV. Královské sňatky. Praha/Litomyšl : Paseka, 2002.
- Dvanáct římských i českých královen korunovaných v Cáchách. Praha : Libri Aquenses, 2004. (s V. Blažkovou a H. Altmannem)